# Villanueva de Ávila
Villanueva de Ávila es un municipio y una localidad española emplazada en el sur de la provincia de Ávila, en la comunidad autónoma de Castilla y León, famosa por sus numerosos barrios de construcciones en arquitectura tradicional, que son objeto del pertinente proceso de declaración como bien de interés cultural, categoría de conjunto etnológico. Está enclavada en el Valle del Alto Alberche. Cuenta con una población de 227 habitantes (INE 2024).

## Símbolos
El escudo y bandera municipales fueron aprobados oficialmente el 6 de septiembre de 1999 y sus descripciones son las siguientes:

Escudo dividido en dos cuarteles, Primero de azul con cerro de oro y homdas de plata y segundo de verde con edificación de plata. Timbrado de Corona Real.

Bandera cuadrada, de color azul, amarillo y verde, en bandas verticales. En el centro el Escudo Municipal de Villanueva de Ávila.

## Geografía
La localidad se encuentra situada a una altitud de 1059 m sobre el nivel del mar.
| Noroeste: Navalosa     | Norte: Navatalgordo | Noreste: Burgohondo |
| Oeste: Navarrevisca    |                     | Este: Burgohondo    |
| Suroeste: Navarrevisca | Sur: Mijares        | Sureste: Burgohondo |

## Historia
Se desconoce la fecha y época exacta en la que moraban los primeros habitantes del lugar.
Hace no mucho tiempo, los habitantes vivían en pequeños y dispersos barrios, de tan sólo un puñado de casas. Las casas constaban de una única habitación compartida por padres e hijos. La habitación era todo: salón, cocina y dormitorios. En algunos casos habían construido junto a la casa una pequeña cuadra para los animales. Los hogares estaban fabricados con grandes piedras.
Estos barrios separados entre sí pertenecían a Navatalgordo, la zona que los contenía era conocida como "Las Umbrías de Navatalgordo".
En esa época los barrios no disponían de luz eléctrica, carreteras apropiadas, médico, sacerdote o cementerio. Las gentes del lugar debían ir hasta Navatalgordo para bautizarse, casarse, o realizar cualquier tipo de papeleo.
Había una escuela en el barrio Los Arquitones. Hacia el año 1933 se crearon nuevas escuelas conocidas por todos como "primeras escuelas". Fueron construidas en el barrio Los Arroyuelos, y asistían los niños de todos los barrios. Se encuentran ubicadas en la plaza Escuelas en Villanueva de Ávila, aunque ahora no se utilizan para dar clase a los niños.
Para que todos los niños pudieran tener una educación, los mayores recibían clase, y luego ellos daban clase a los más pequeños. Se llamaban "escuelas" en plural, porque niños y niñas estaban separados.
Con el tiempo Los Arroyuelos creció y lo llamaron Pueblo Nuevo. En 1942 lo llamarían Villanueva de Ávila, pero no recibió la independencia de Navatalgordo hasta el año 1990.
Es famosa la matanza que se produjo el 23 de julio de 1809 por las tropas napoleónicas en Los Veneros. Sabiendo los franceses que en la localidad se encontraban las hermanas de Juan Martín el Empecinado, se dispusieron a asesinarlas, para lo cual, llevaron a todas las mujeres a Los Veneros y allí las pasaron por bayoneta. En total 22 mujeres fueron masacradas.
Villanueva de Ávila se independizó de Navatalgordo el 16 de febrero de 1991.
El pueblo cuenta con leyendas famosas como la de "Las hermanas ladronas"  y "La falsa maestra" 
En fecha 18 de marzo de 2024, la Junta de Castilla y León ha incoado el expediente de declaración de Los Barrios de Villanueva de Ávila como Bien de Interés Cultural, categoría de Conjunto Etnológico. 

## Demografía
Villanueva de Ávila cuenta con una población de 227 habitantes (INE 2024).
| Gráfica de evolución demográfica de Villanueva de Ávila entre 1991 y 2021 |
| |
| Población de derecho según los censos de población del INE. Población de hecho según los censos de población del INE.Entre el censo de 1991 y el anterior, aparece este municipio porque se segrega del municipio Navatalgordo. |

En cuanto a la población, debido a las políticas activas de desarrollo y fijación de residentes implementadas en los últimos años,  es de destacar  que, tras el descenso producido a finales del siglo pasado, en la actualidad se mantiene prácticamente estable. Ello es debido fundamentalmente al desarrollo económico derivado de su emplazamiento natural privilegiado y  a la conservación del patrimonio etnológico que constituyen sus "Barrios" , lo que convierte al pueblo en un interesante destino turístico.

## Economía
La economía del pueblo, antaño  basada en la agricultura y la ganadería, descansa actualmente en el sector servicios e incluye todas las prestaciones tendentes a dar satisfacción a la demanda existente por  su creciente pujanza como destino turístico de primer nivel, derivado de su emplazamiento en un entorno natural privilegiado. Sus bares, restaurantes, casas rurales, bodegas o granjas de caracoles son algunos ejemplos.https://www.villanuevadeavila.es/ocio-y-turismo/alojamientos-rurales/.